# Lee Ho-suk
Lee Ho-suk (kor. 이호석; * 25. Juni 1986 in Seoul) ist ein ehemaliger südkoreanischer Shorttracker und Olympiasieger.

## Karriere
Er wurde Mehrkampfsieger bei den Shorttrack-Juniorenweltmeisterschaften 2003, 2004 und 2005. Bei den Olympischen Winterspielen 2006 gewann Lee eine Goldmedaille mit der 5000-m-Staffel. Zudem gewann er zwei Silbermedaillen. Auch bei den Olympischen Winterspielen 2010 konnte er zwei Silbermedaillen erringen. Bei den Olympischen Winterspielen 2014 in Sotschi rückte er für den verletzten Noh Jin-kyu nach und wurde mit der 5000-m-Staffel im B-Finale Zweiter, was Platz 7 bedeutete, wobei er nur im Halbfinale eingesetzt wurde.
Spielen drei Goldmedaillen holte. Nach seiner aktiven Laufbahn wurde Lee Shorttracktrainer.

## Persönliche Bestleistungen
Lee Ho-suk hält derzeit folgende persönliche Bestzeiten im Shorttrack (Stand: 2014):
- 500 m: 41,269 s (Vancouver, Kanada, 26. Februar 2010)
- 1000 m: 1:23,801 min (Vancouver, Kanada, 20. Februar 2010)
- 1500 m: 2:12,439 min (Sofia, Bulgarien, 7. Februar 2009)
- 3000 m: 4:50,114 min (Wien, Österreich, 9. März 2009)

## Ehrungen (Auswahl)
- 2008: Men’s Team Award bei den Asian Sports Awards[16]
- Medaille „Blue Dragon“ der Republik Korea.